# Perrie Edwards
Pour les articles homonymes, voir Edwards.
Perrie Edwards, connue désormais sous le nom de Perrie, est une auteure-compositrice-interprète britannique et ancienne chanteuse du girls band Little Mix, née le 10 juillet 1993 à South Shields, en Angleterre. Elle auditionne en 2011, à l'âge de 17 ans, pour le télé crochet The X Factor et est choisie pour former le groupe Little Mix avec trois autres membres : Jade Thirlwall, Leigh-Anne Pinnock et Jesy Nelson.
En 2023, un an après la séparation du groupe, Perrie signe avec le label Columbia Records. En 2024, elle sort le single Forget About Us, qui atteint la 10e place au UK Singles Chart.

## Biographie
Née à South Shields, dans le Tyne and Wear au nord-est de l'Angleterre en 1993, Perrie est la fille de Deborah « Debbie » Duffie (née en 1965) et Alexander Charles Edwards (né en 1959), tous deux chanteurs et divorcés. Ses parents se sont remariés ; elle a un beau-père Mark Duffie, originaire de Nouvelle-Zélande, et une belle-mère Joanna Wells. Elle a un frère aîné, Jonnie Edwards (né le 30 décembre 1989), et une demi-sœur paternelle, Caitlin Edwards (née le 4 novembre 1999).
Elle étudie à l'école primaire St. Peter and Paul School, puis au Mortimer Community College, et est titulaire d'un diplôme professionnel BTEC, après avoir étudié à l'université de Newcastle upon Tyne. Durant l'adolescence, elle vit à Hamilton, en Nouvelle-Zélande, pendant deux ans avant de retourner à South Shields. Enfant, elle est opérée d'une atrésie de l'œsophage et d'une anosmie,.

## Carrière

### 2011-2022: Ses débuts, Little Mix et Disora
Passionnée de musique depuis l'enfance, Perrie rêve de devenir chanteuse professionnelle. Cependant, elle n'a pas confiance en elle, et est très timide et ne pense pas y parvenir. Poussée par sa maman, elle auditionne en 2011, à l'âge de 17 ans, pour le télé crochet britannique The X Factor en chantant You Oughta Know d'Alanis Morissette. Elle se fait éliminer au passage du « bootcamp », avant d'être finalement placée dans un groupe mixte baptisé « Faux Pas » avec Jesy Nelson, tandis que Jade Thirlwall et Leigh-Anne Pinnock sont placées dans l'autre groupe mixte, baptisé « Orion ». Les deux groupes sont éliminés, mais Kelly Rowland décide de rappeler Perrie, Jade, Leigh-Anne et Jesy pour former le girls band, Rhythmix. Les quatre filles sont coachées par la chanteuse britannique Tulisa, et progressent très rapidement. 
Le 28 octobre 2011, pour des raisons légales, le groupe doit changer de nom et se fait désormais appeler Little Mix. En décembre 2011, les Little Mix remportent la saison de The X Factor, devenant le premier girls band à remporter l'émission. Les filles signent avec le label de Simon Cowell, Syco Music, et sortent cinq albums sous ce label. Elles signent ensuite avec RCA Records et sortent deux autres albums : Confetti (2020) et Between Us (2021). 
En 2021, Perrie lance une ligne de vêtements, baptisée « Disora », pour toutes les morphologies à des prix accessibles,. Durant une décennie, Little Mix est l'un des groupes qui vend le plus de billets de concerts. En décembre 2021, le groupe fait une pause pour une durée indéterminée après sa tournée « Confetti Tour » en 2022, pour faire des carrières en solo. 

### Depuis 2023: Carrière solo
En mars 2023, Perrie signe un contrat avec le label Columbia Records. Deux mois plus tard, elle s'associe avec BetterHelp, une plateforme de conseils et de thérapie via une communication Web ou par SMS, afin de faire une campagne pour sensibiliser les jeunes sur la santé mentale. 
En janvier 2024, elle crée un compte Instagram, baptisé « Perrie HQ », géré par son équipe. Le 12 avril 2024, elle sort son premier single, intitulé Forget About Us, co-écrit avec Ed Sheeran - qui atteint la 10e place au UK Singles Chart. Après avoir sorti un deuxième single, intitulé Tears le 21 juin 2024, elle sort un troisième single, intitulé You Go Your Way le 4 octobre 2024. En novembre 2024, elle sort un single promotionnel, intitulé Me, Myself and You, dans lequel elle évoque les crises d'angoisse qu'elle subit depuis de nombreuses années. Mi-novembre 2024, elle sort un single spécial Noël, intitulé Christmas Magic, qui ne figurera pas sur son premier album. Son fils Axel et son fiancé Alex Oxlade-Chamberlain apparaissent dans le clip. Le 7 décembre 2024, Perrie se produit sur la scène du Jingle Bell Ball, où elle chante tous ses singles : Forget About Us, Tears, Christmas Magic, et You Go Your Way. Le 14 février 2025, elle sort son deuxième single promotionnel, intitulé Rollercoaster.
Après plusieurs mois d'absence, Perrie sort un nouveau single, intitulé If He Wanted to He Would, le 22 août 2025.

## Vie privée
En 2011, elle rencontre le chanteur Zayn Malik, membre des One Direction — ils officialisent leur couple en mai 2012. Le couple annonce ses fiançailles en août 2013, puis se sépare en août 2015.
Depuis novembre 2016, elle partage la vie du footballeur Alex Oxlade-Chamberlain, avec qui elle a un fils, prénommé Axel Xander Oxlade-Chamberlain (né le 21 août 2021),. Le couple se fiance en juin 2022,. En août 2025, Perrie dévoile avoir subi deux fausses couches : la première en 2020 avant de tomber enceinte de son fils Axel, puis la deuxième en 2022 à cinq mois de grossesse.

## Discographie

### Singles
| Année | Titre                    | Certification | Album         |
| ----- | ------------------------ | ------------- | ------------- |
| 2024  | Forget About Us          | —             | Titre inconnu |
| 2024  | Tears                    | —             | Titre inconnu |
| 2024  | You Go Your Way          | —             | Titre inconnu |
| 2024  | Christmas Magic          | —             | —             |
| 2025  | If He Wanted to He Would | —             | Titre inconnu |

### Singles promotionnels
| Année | Titre            | Certification | Album         |
| ----- | ---------------- | ------------- | ------------- |
| 2024  | Me, Myself & You | —             | Titre inconnu |
| 2025  | Rollercoaster    | —             | Titre inconnu |

### Chansons écrites
| Année | Artiste                       | Titre                                              | Album         |
| ----- | ----------------------------- | -------------------------------------------------- | ------------- |
| 2012  | Little Mix                    | Wings                                              | DNA           |
| 2012  | Little Mix                    | DNA                                                | DNA           |
| 2012  | Little Mix                    | Change Your Life                                   | DNA           |
| 2012  | Little Mix                    | How Ya Doin'?                                      | DNA           |
| 2012  | Little Mix                    | Pretend It's OK                                    | DNA           |
| 2012  | Little Mix                    | Going Nowhere                                      | DNA           |
| 2012  | Little Mix                    | Madhouse                                           | DNA           |
| 2012  | Little Mix                    | Case Closed                                        | DNA           |
| 2013  | Little Mix                    | Salute                                             | Salute        |
| 2013  | Little Mix                    | Move                                               | Salute        |
| 2013  | Little Mix                    | Little Me                                          | Salute        |
| 2013  | Little Mix                    | Nothing Feels Like You                             | Salute        |
| 2013  | Little Mix                    | Competition                                        | Salute        |
| 2013  | Little Mix                    | These Four Walls                                   | Salute        |
| 2013  | Little Mix                    | About the Boy                                      | Salute        |
| 2013  | Little Mix                    | Good Enough                                        | Salute        |
| 2013  | Little Mix                    | A Different Beat                                   | Salute        |
| 2013  | Little Mix                    | They Just Don't Know You                           | Salute        |
| 2013  | Little Mix                    | Stand Down                                         | Salute        |
| 2015  | Little Mix                    | Grown                                              | Get Weird     |
| 2015  | Little Mix                    | I Love You                                         | Get Weird     |
| 2015  | Little Mix                    | OMG                                                | Get Weird     |
| 2015  | Little Mix                    | Lightning                                          | Get Weird     |
| 2015  | Little Mix                    | A.D.I.D.A.S.                                       | Get Weird     |
| 2015  | Little Mix                    | I Won't                                            | Get Weird     |
| 2015  | Little Mix                    | Clued Up                                           | Get Weird     |
| 2015  | Britney Spears et Iggy Azalea | Pretty Girls                                       | —             |
| 2016  | Little Mix                    | Shout Out to My Ex                                 | Glory Days    |
| 2016  | Little Mix                    | Down & Dirty                                       | Glory Days    |
| 2016  | Little Mix                    | Private Show                                       | Glory Days    |
| 2018  | Little Mix                    | Strip (feat. Sharaya J)                            | LM5           |
| 2018  | Little Mix                    | Love a Girl Right                                  | LM5           |
| 2018  | Little Mix                    | Motivate                                           | LM5           |
| 2020  | Little Mix                    | Break Up Song                                      | Confetti      |
| 2020  | Little Mix                    | Holiday                                            | Confetti      |
| 2020  | Little Mix                    | Gloves Up                                          | Confetti      |
| 2020  | Little Mix                    | A Mess (Happy 4 U)                                 | Confetti      |
| 2021  | Little Mix                    | No                                                 | Between Us    |
| 2021  | Little Mix                    | Between Us                                         | Between Us    |
| 2021  | Little Mix                    | Heartbreak Anthem (feat. David Guetta et Galantis) | Between Us    |
| 2024  | Elle-même                     | Forget About Us                                    | Titre inconnu |
| 2024  | Elle-même                     | You Go Your Way                                    | Titre inconnu |
| 2024  | Elle-même                     | Me, Myself & You                                   | Titre inconnu |
| 2024  | Elle-même                     | Christmas Magic                                    | —             |
| 2025  | Elle-même                     | Rollercoaster                                      | Titre inconnu |
| 2025  | Twice                         | Mars                                               | This Is For   |

## Vidéographie

### Clips
| Année | Titre           | Réalisateur        | Album         |
| ----- | --------------- | ------------------ | ------------- |
| 2024  | Forget About Us | Jake Nava          | Titre inconnu |
| 2024  | Tears           | Quentin Jones      | Titre inconnu |
| 2024  | You Go Your Way | Charlie Di Placido | Titre inconnu |
| 2024  | Christmas Magic | —                  | —             |